# Joel Roth
Joel Roth (8 de gener de 1999) és un esportista suís que competeix en ciclisme de muntanya en la disciplina de cross-country.
Va guanyar dues medalles d'or en el Campionat Mundial de Ciclisme de Muntanya, en els anys 2017 i 2019, i dues medalles d'or en el Campionat Europeu de Ciclisme de Muntanya, en els anys 2017 i 2019.

## Palmarès internacional
| Campionat Mundial | Campionat Mundial          | Campionat Mundial | Campionat Mundial         |
| Any               | Lloc                       | Medalla           | Competició                |
| ----------------- | -------------------------- | ----------------- | ------------------------- |
| 2017              | Cairns ( Austràlia)        | 1                 | Cross-country per relleus |
| 2019              | Mont-Sainte-Anne ( Canadà) | 1                 | Cross-country per relleus |
| Campionat Europeu |                            |                   |                           |
| Any               | Lloc                       | Medalla           | Competició                |
| 2017              | Darfo Boario ( Itàlia)     | 1                 | Cross-country per relleus |
| 2019              | Brno ( Txèquia)            | 1                 | Cross-country per relleus |